# 8886 Elaeagnus
8886 Elaeagnus este un asteroid din centura principală de asteroizi.

## Descriere
8886 Elaeagnus este un asteroid din centura principală de asteroizi. A fost descoperit pe 9 martie 1994 la Caussols de Eric Walter Elst. El prezintă o orbită caracterizată de o semiaxă mare de 2,25 ua, o excentricitate de 0,20 și o înclinație de 6,2° în raport cu ecliptica.